# Merle à ventre roux
Turdus rufiventris
Espèce
Statut de conservation UICN

 LC  : Préoccupation mineure
Le Merle à ventre roux (Turdus rufiventris) est une espèce de passereaux appartenant à la famille des Turdidae.

## Répartition
Cet oiseau vit à travers la majeure partie de l'est et du sud du Brésil, depuis l'État du Maranhão au nord jusqu'à l'État du Rio Grande do Sul au sud, en Bolivie, Paraguay, Uruguay et dans le nord de l'Argentine.
Il est l'un des oiseaux les plus communs dans la majeure partie de sud-est du Brésil et est bien connu  sous son nom local de sabiá-Laranjeira. Le Merle à ventre roux a été l'oiseau emblème de l'État de São Paulo à partir de 1966.

## Description

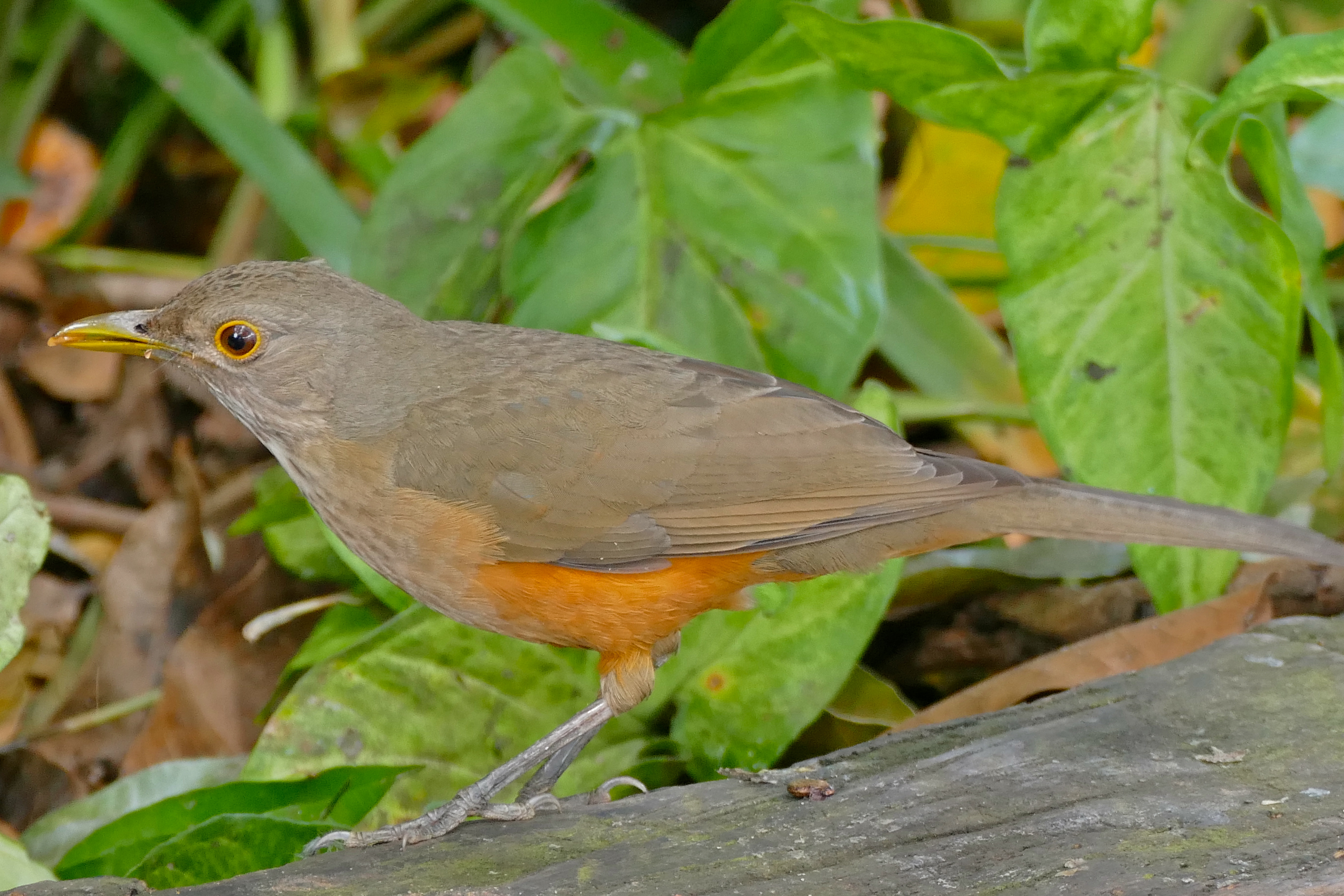
Merle à ventre roux (Mato Grosso, Brésil)

## Sous-espèces
D'après Alan P. Peterson, il en existe 2 sous-espèces :
- Turdus rufiventris juensis (Cory, 1916) — caatinga ;
- Turdus rufiventris rufiventris Vieillot 1818 — est de l'Amérique du Sud.